# Niederwald
Niederwald es una comuna suiza del cantón del Valais, situada en el distrito de Goms. Limita al norte y este con la comuna de Blitzingen, al sur con Ernen, y al oeste con Bellwald.

## Personajes ilustres
- César Ritz, hotelero, fundador de los hoteles Ritz.